# Chilicola stenocephala
Chilicola stenocephala är en biart som beskrevs av Brooks och Michener 1999. Chilicola stenocephala ingår i släktet Chilicola och familjen korttungebin. Inga underarter finns listade i Catalogue of Life.